# 紐波特28戰鬥機
紐波特28戰鬥機是法國紐波特飛機公司在第一次世界大戰時推出的雙翼戰鬥機，它是由紐波特17戰鬥機發展而來，但推出後法國空軍卻改為採用斯柏特S-VII戰鬥機，正當紐波特飛機公司失望之際，美國突然正式參戰並組成美國遠征軍，由於早已參戰的美國拉法業中隊已採用紐波特17戰鬥機，所以，美國人一口氣就下了300架的大訂單。

## 設計
紐波特28戰鬥機一改由紐波特11戰鬥機的「一翼半」機翼，改是上機翼比下機翼闊大，上下機翼之間由兩組粗壯的支柱連接，以此根治了機翼斷裂的安全隱患，波特28戰鬥機採用了一個比紐波特17戰鬥機更大馬力的發動機，但其機身卻比較窄，這是為了輕量化，而它也根治了紐波特17其中一項缺點，就是安裝射擊同步系統，令其機槍可以在機頭而射出的子彈穿過轉動中的螺旋槳，令飛行員瞄準和上彈皆比之前容易，但原先設計要安裝兩挺維克斯機槍卻因供貨不足而祇能改為一挺。
紐波特28戰鬥機的機翼帆布蒙皮手工不佳，尤其是後部經常有凸起，嚴重時甚至會撕裂。
紐波特28戰鬥機被評價為「非常靈活和易操縱，爬升率也好，但和其他戰鬥機相比飛行性能平平，發動機也不太可靠，整體而言祇是剛好合格」。

## 基本資料
- 機長：6.5米
- 翼展：8.16米
- 機高：2.5米
- 翼面積：15.8平方米
- 空重：475公斤
- 載重：560公斤

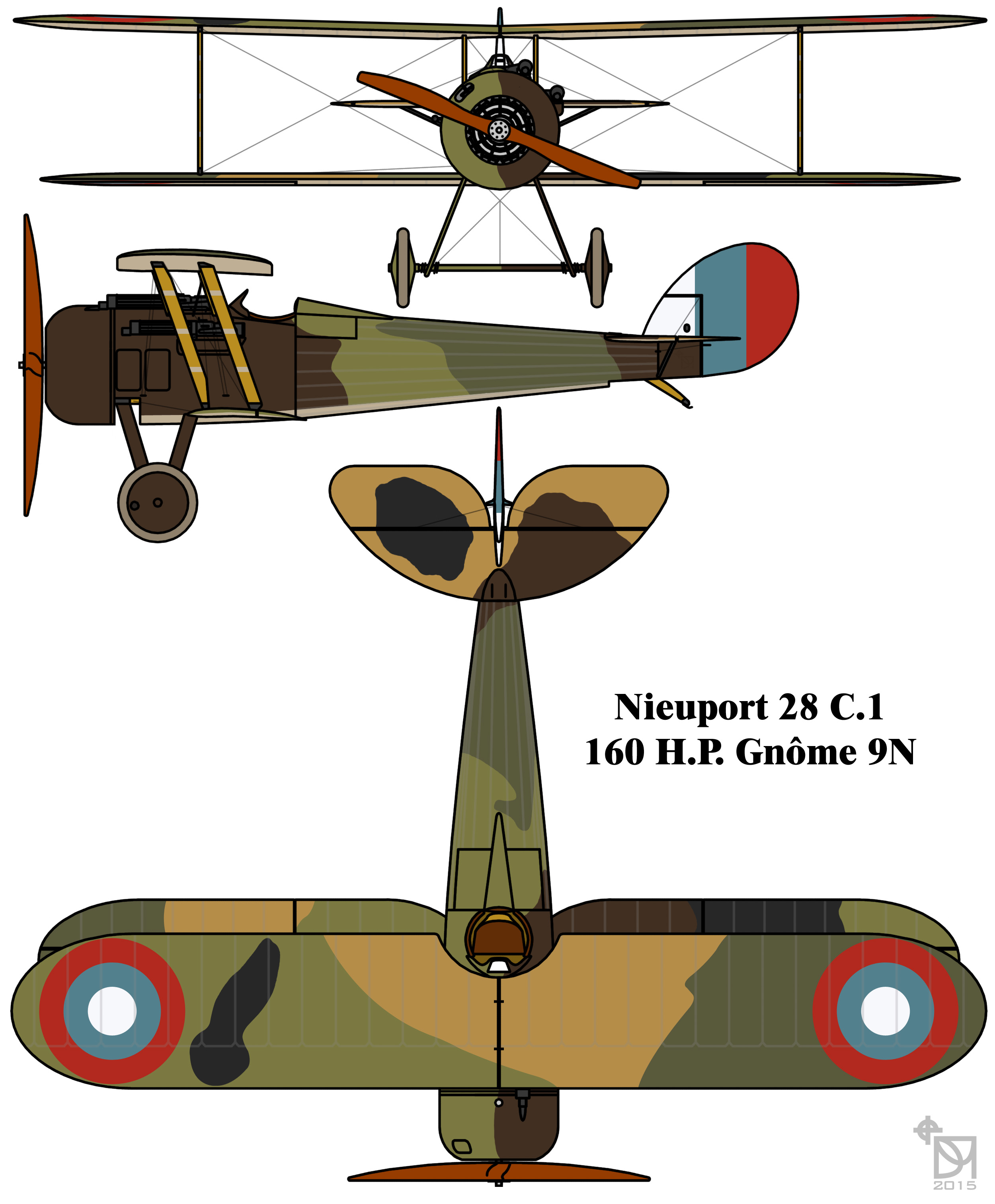
法國空軍的紐波特28戰鬥機彩色三視圖

- 發動機：1俱9汽缸風冷式發動機（馬力=160匹）
- 最快時速：198公里/小時
- 昇限：5300米
- 航程：349公里
- 武裝：1支在駕駛座前方裝備一挺7.7毫米口徑路易士機槍
- 乘員：1人

## 實戰

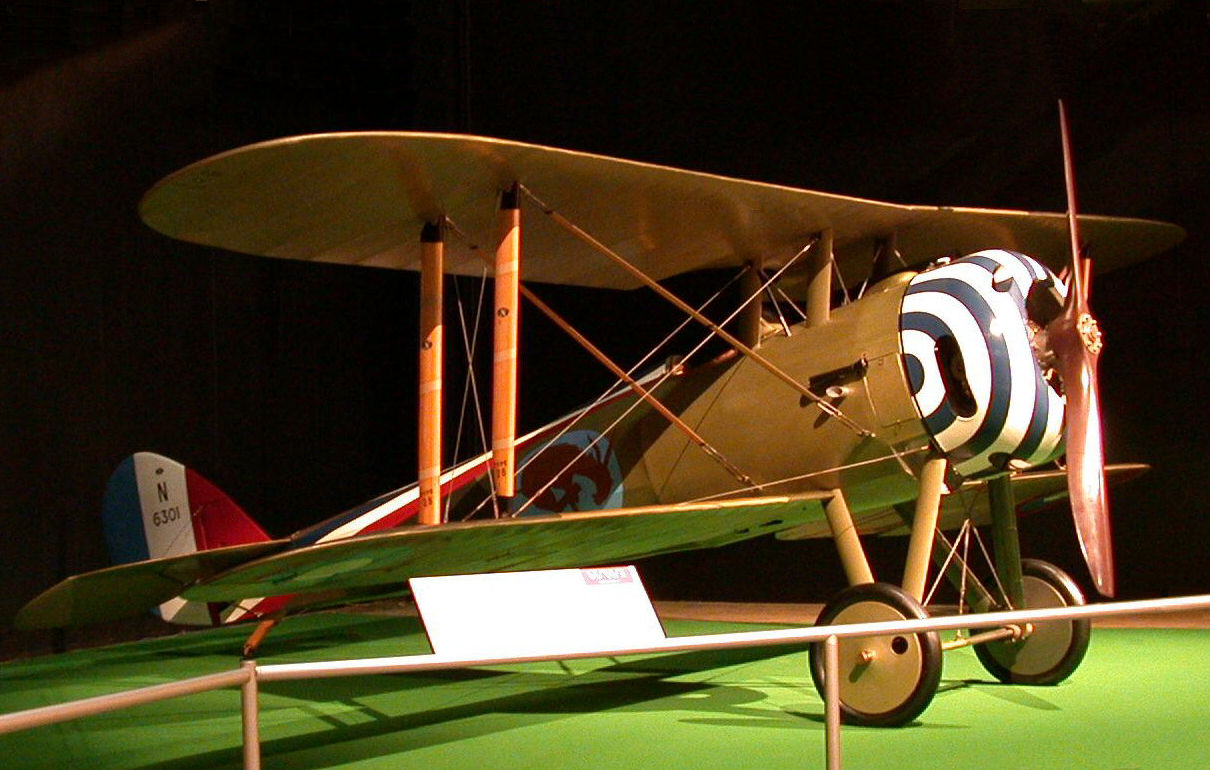
美國遠征軍的紐波特28戰鬥機

1918年2月開始，來歐參戰的美國遠征軍當中的美國陸軍航空隊第94和95驅逐機中隊以及原先是拉法葉中隊的美國陸軍航空隊第103驅逐機中隊(配備紐波特17戰鬥機)陸續裝備紐波特28戰鬥機，可是由於除了第103中隊之外，其餘皆是新手飛行員，法國軍方特意把遠離前線的根戈特機場作為他們的駐地，以令美國飛行員可以在附近的圖爾地區練習飛行和空中射擊。
4月14日，第94中隊的飛行員道格拉斯．坎貝爾和阿蘭．溫斯頓分別各擊落了一架德軍柏法茨D-III戰鬥機和信天翁D戰鬥機而首開紀錄，但在5月19日，原本的拉法業中隊頭號皇牌(也是唯一的皇牌)飛行員勞爾·魯夫貝瑞駕駛紐波特28戰鬥機去攻擊一架德軍雙座偵察機(機形不詳)時卻被該機的後座機槍手擊落，他的屍體跌落一塊菜田。
戰至該年7月，來歐參戰的美國陸軍航空隊總共有8人被俘和9人陣亡，當中一名陣亡者就是前美國總統西奧多·羅斯福兒子昆庭·羅斯福，他是第95中隊的飛行員而且曾駕駛紐波特28戰鬥機在7月12日擊落了一架德軍福克D-VII戰鬥機，但在7月14日，他被5架德軍戰鬥機圍攻並擊落陣亡。
同樣在該年7月，法國斯柏特S-XIII戰鬥機終於裝備美軍，而最後還使用紐波特28戰鬥機的美軍是27中隊，8月1日，18架27中隊紐波特28戰鬥機和德機打空戰卻被擊落5架，這是美軍紐波特28戰鬥機最後一場空戰。

## 使用國家

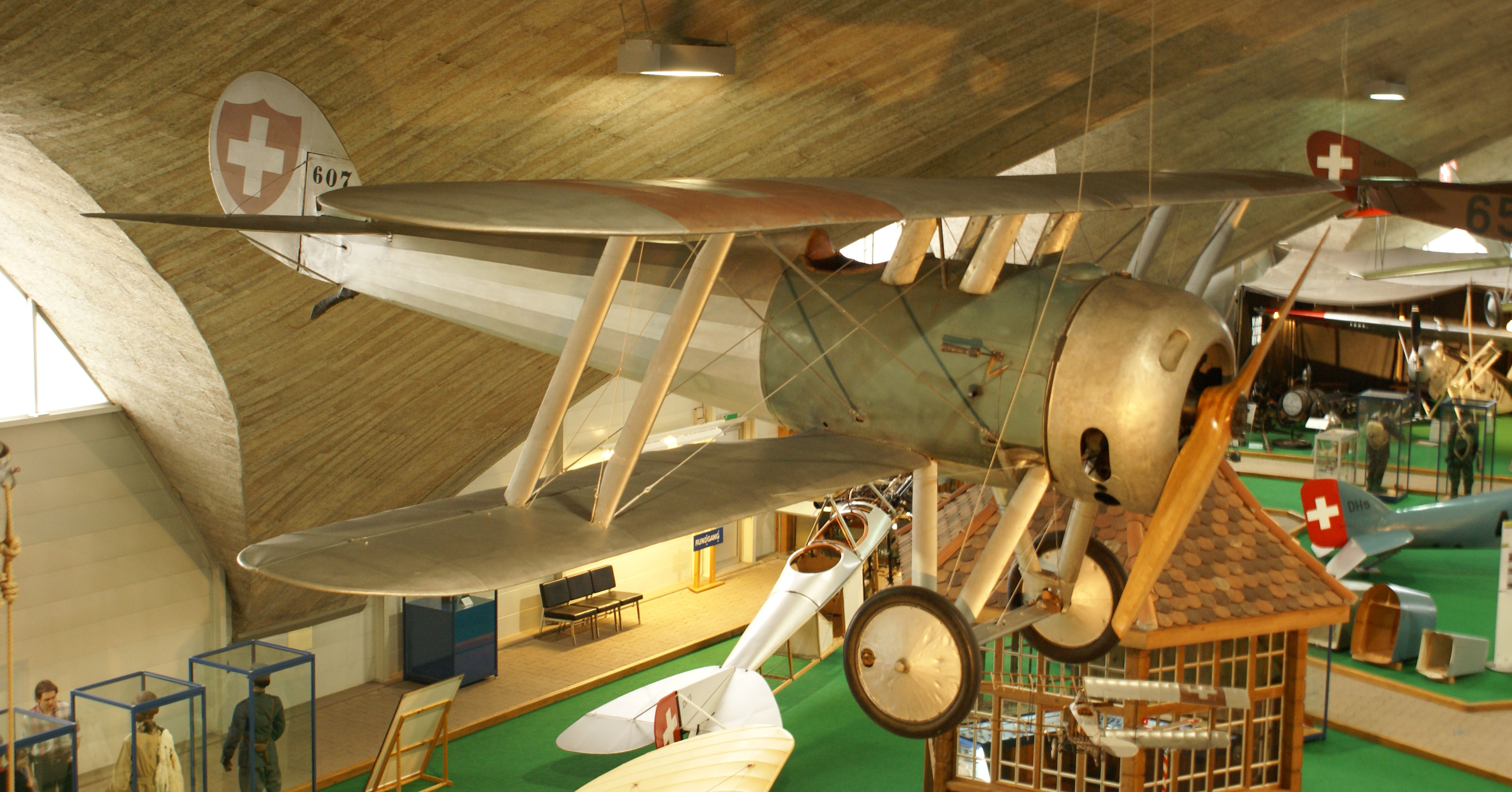
瑞士空軍的紐波特28戰鬥機

- 法國(生產國)
- 瑞士
- 美国
- 阿根廷

## 流行文化
- 1958年有一套以拉法業中隊為主題的美國電影拉法業中隊上演，當中主要出場的戰鬥機就是紐波特28戰鬥機。